# Przeginia (dopływ Tarnawki)
Przeginia, zwana też Pluskawą – potok będący prawym dopływem Tarnawki (uchodzącej następnie do Stradomki).
Przeginia wypływa na wysokości 536 m w Rupniowie na zachodnich zboczach Pasierbieckiej Góry (764 m). Spływa początkowo w kierunku zachodnim, potem północnym przez wieś Nowe Rybie. Na Czarnym Błocie przepływa pod mostem drogi Kamionna – Nowe Rybie i dalej płynie w kierunku północnym. Korytem Przegini biegnie tutaj granica między wsiami Kamionna i Nowe Rybie, a także między powiatem tarnowskim i powiatem limanowskim. Pod Brzegiem zmienia kierunek na północno-wschodni, potem północno-zachodni i płynie przez wieś Rdzawa. W obrębie tej wsi zmienia kierunek na południowo-zachodni i wpływa do wsi Tarnawa. W jej centrum, na wysokości 248 m uchodzi do Tarnawki.
Zlewnia Przegini znajduje się w województwie małopolskim w dwóch powiatach: limanowskim (gmina Limanowa) i bocheńskim (gmina Żegocina, gmina Trzciana i gmina Łapanów) oraz w dwóch regionach geograficznych: w Beskidzie Wyspowym i na Pogórzu Wiśnickim. Na części swojego górnego biegu dolina Przegini tworzy naturalną granicę między tymi regionami.
Przeginia ma 15 lewobrzeżnych dopływów i 12 prawobrzeżnych. Największe z nich to potoki Rdzawka i Kamionka
W wielu miejscach Przeginia tworzy wyżłobione w warstwach fliszu karpackiego koryto. W Rdzawie, w miejscu zwanym Skałkami w Rdzawie, w kamiennym korycie potoku znajdują się wyżłobione przez wodę głębokie jazy, rowy, niecki. W dwóch miejscach występują tutaj kaskady, utworzone przez progi skalne, pod którymi tworzą się baniory. Projektowane jest utworzenie w tym miejscu zespołu przyrodniczo-krajobrazowego. Dużą osobliwością są też występujące w jej dnie andezyty – skały pochodzenia wulkanicznego.

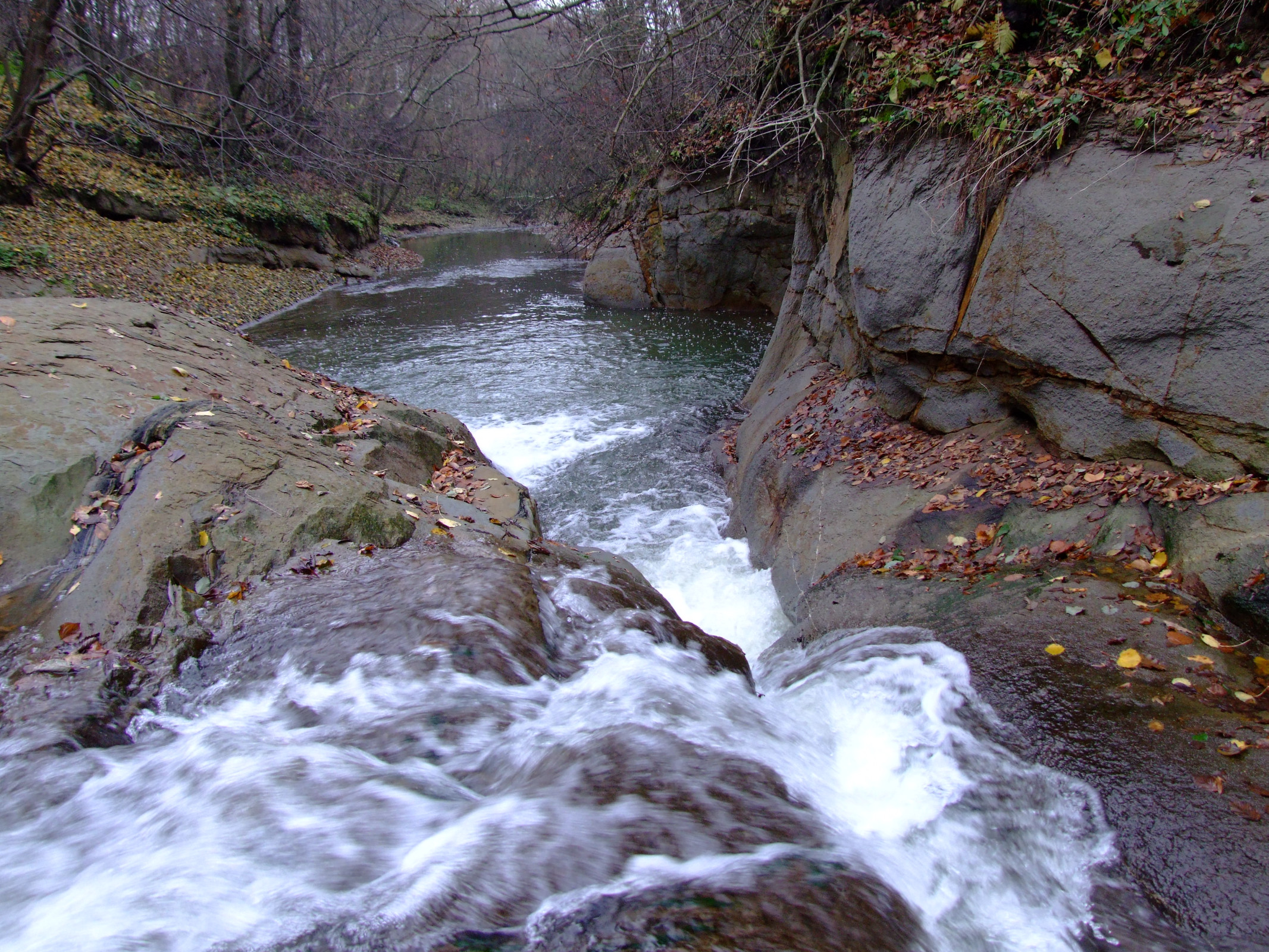
Skałki w Rdzawie
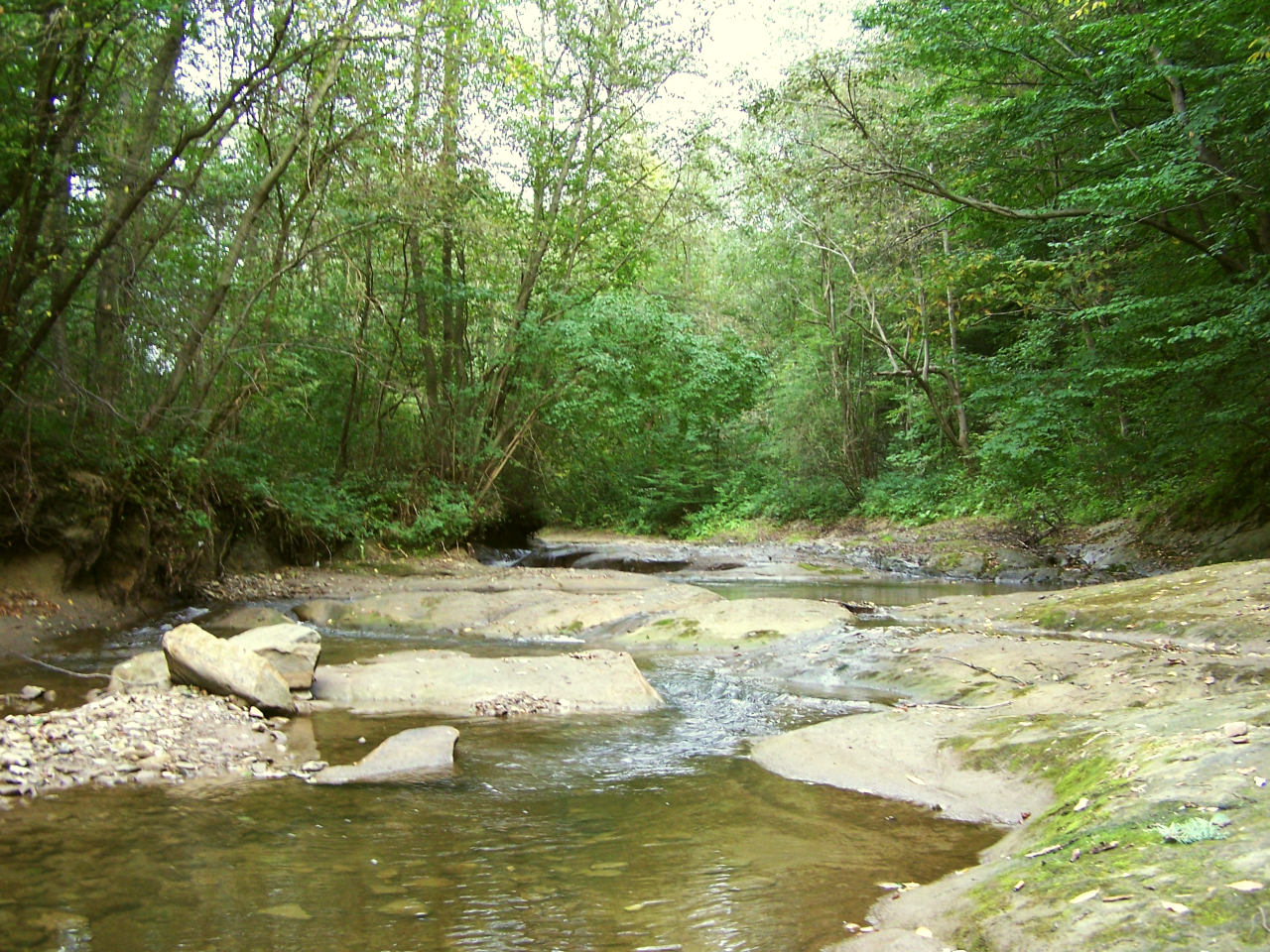
Skałki w Rdzawie